# Chiesa di Santa Maria del Misma
La chiesa di Santa Maria Assunta è situata sul versante meridionale del monte Misma, nel territorio comunale di Cenate Sopra, in provincia di Bergamo.

## Storia

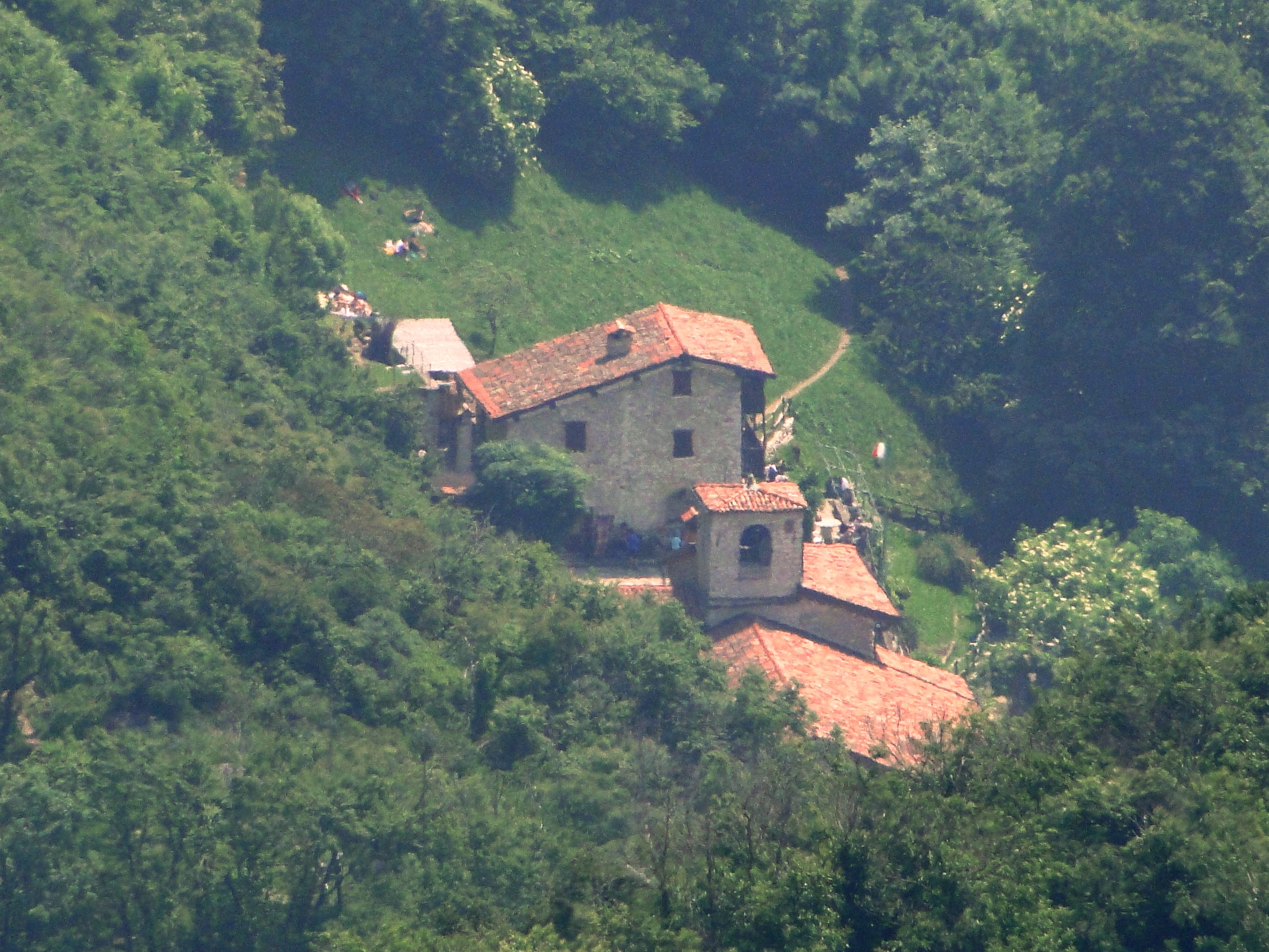
La chiesa vista dalla vetta del Misma

Gli antichi sentieri del monte Misma sono utilizzati quasi unicamente per motivi ricreativi e di svago, è indispensabile considerare che questa zona nel XII secolo ricopriva grande importanza sia sotto l'aspetto economico che antropico. 
Erano presenti attività di estrazione di pietre coti (già testimoniata da Plinio il Vecchio nella sua Naturalis Historia) e coltivazioni di alberi da frutto (su tutti le castagne), così come i prati e i boschi erano sfruttati per l'allevamento e la caccia. 
Inoltre i sentieri del Misma erano la principale via di comunicazione per i traffici commerciali tra i paesi della bassa val Seriana e quelli della val Cavallina, anche considerando il fatto che la vicina valle del Lujo, posta ai piedi del versante nord del monte Misma (l'arteria di collegamento principale tra le due valli), era completamente ricoperta da una fitta foresta (il disboscamento fu iniziato nel periodo tra il XII ed il XIII secolo, a opera dei monaci dell'Abbazia di San Benedetto).
Tutte queste situazioni portarono alla necessità di fornire un riferimento spirituale alla grande quantità di persone che quotidianamente frequentava questa zona, attorno alla quale gravitavano nove differenti comunità: Casco (poi Cenate), Trescore, Luzzana, Vigano e Gaverina in val Cavallina, Pradalunga, Cornale, Casale e Albino in val Seriana
I primi documenti in cui viene citata la chiesa di Santa Maria Assunta risalgono al 1112. Successivi atti del 1146 e del 1192, attestano la centralità che la chiesa ricopriva.
La struttura iniziale non è molto variata nei secoli: per quel tempo si trattava di dimensioni importanti, che nulla avevano da invidiare a quelle delle chiese parrocchiali dei paesi sottostanti. La presenza di un monastero degli Umiliati con locali dedicati a ospedale è indicato nel XIV secolo. A fianco della chiesa venne edificato anche un edificio utilizzato come dimora per il guardiano e il prete.
Al titolo di prepositurale, ovvero sede di parrocchia, le venne affiancato anche quello di collegiata, in quanto vi venne insediata una congregazione religiosa di Canonici, che fu poi soppressa nel XV secolo.
Nonostante la propria “indipendenza” religiosa, la chiesa ricadeva nelle competenze territoriali della parrocchia di Cenate, dedicata a san Martino, il cui parroco aveva il compito di supervisionarne l'andamento e gestirne i proventi derivanti dalle elemosine. Tuttavia nel 1575 il territorio parrocchiale di Cenate venne diviso in due entità, con la formazione della nuova parrocchia di san Leone (poi Cenate Sopra), con la chiesa di santa Maria Assunta in Misma che ricadde proprio nel territorio di quest'ultima.
Sorsero quindi numerosi problemi riguardo alla gestione, dal momento che nessuna delle due parrocchie voleva rinunciare alle notevoli entrate che la chiesetta garantiva. Si arrivò persino a scomodare l'autorità papale per redimere la questione, ma senza risultati concreti. Soltanto nel 1975 il vescovo di Bergamo Clemente Gaddi mise la parola fine alla questione, assegnandola definitivamente alla parrocchia di san Leone.
A riprova della grande quantità di donazioni, vi è da segnalare il quadro Santa Maria Assunta, commissionato al famoso pittore albinese Giovan Battista Moroni. Il dipinto acquisì un gran valore, tanto da diventare oggetto di numerosi tentativi di furto, anche da parte delle guardie napoleoniche. Fu così che venne nascosto nelle abitazioni degli abitanti del borgo di Cenate, fino ad essere definitivamente traslato nella chiesa parrocchiale di Cenate San Leone, dove è conservato.
Tra le comunità che facevano riferimento alla chiesa di santa Maria Assunta non vi erano soltanto Cenate san Martino e Cenate san Leone, ma anche quelle di Pradalunga e della relativa frazione Cornale.
Quest'ultima arrivò a considerare questa chiesa sul Misma una sorta di proprio santuario, tanto che, come ringraziamento al termine dell’epidemia di peste del 1630, la comunità vi si recava in pellegrinaggio la prima domenica di maggio di ogni anno, usanza proseguita fino ai primi decenni del XX secolo.
E spesso il senso di appartenenza insito in queste comunità era motivo di discussioni, che sovente sfociavano in scontri e litigi.
Con il declino del mondo rurale ed il termine di gran parte delle attività ad esso collegate, la chiesa venne sempre più abbandonata, fino a cadere in uno stato di profondo degrado che mise a rischio persino la frequentazione dello stabile. Soltanto negli ultimi decenni del XX secolo, grazie a nuove risorse ed a numerosi volontari, la struttura, unitamente all'area circostante, venne sottoposta ad un'importante opera di sistemazione che l'ha portata a rinascere, tanto da diventare meta di numerose escursioni.

## Struttura

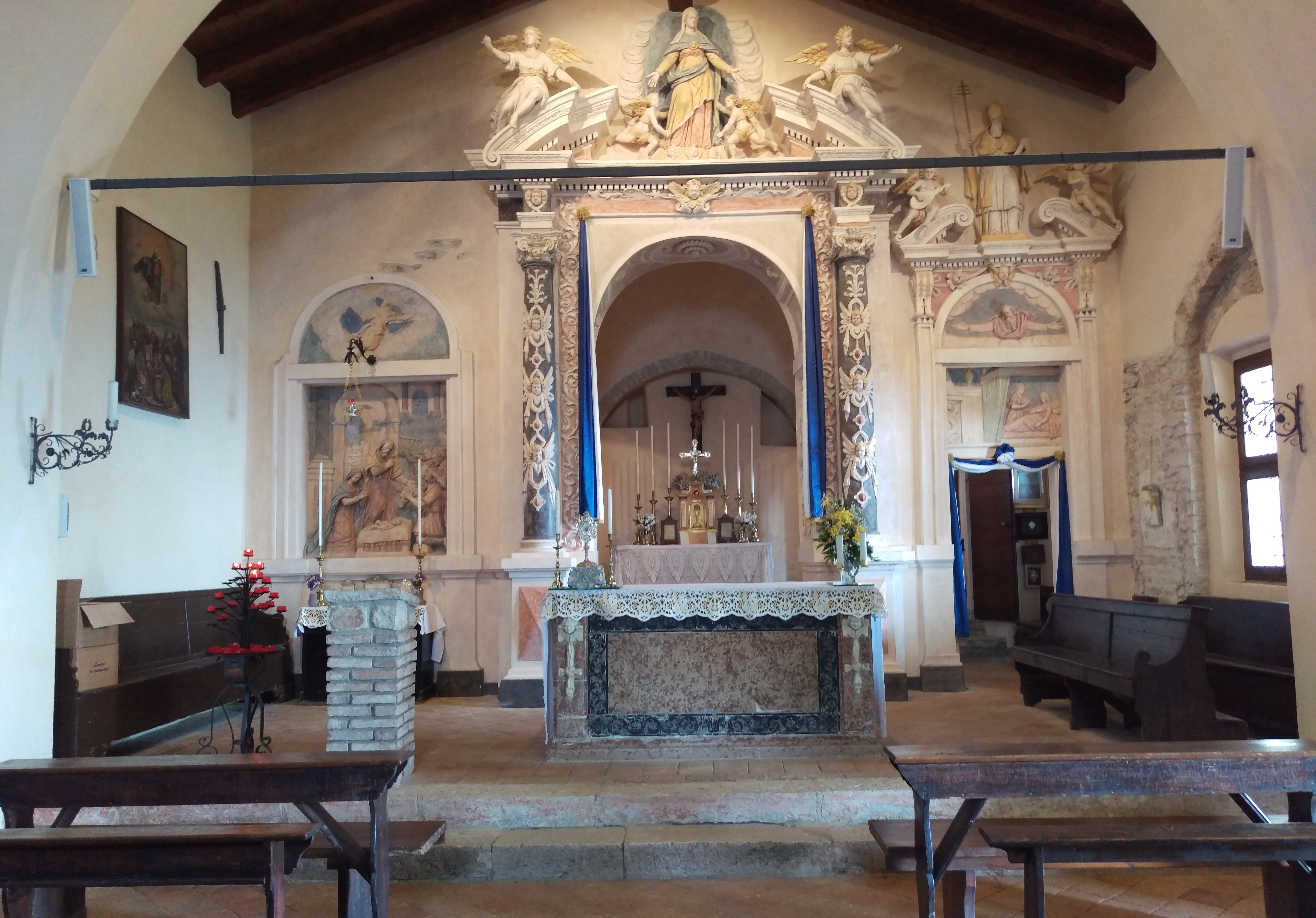
Interno della chiesa

### Esterno
La struttura risale al 1511, anno in cui la chiesa venne ricostruita incorporando elementi architettonici della chiesa primitiva del XII secolo.
Il nucleo è costituito da un locale unico con pianta rettangolare ed è dotato di un porticato esterno posto sulla facciata laterale verso valle.

### Interno
L'interno della chiesa è caratterizzato da tre arcate con piccole absidi semicircolari che lo suddividono in quattro campate, l'ultima delle quali racchiude l'altare situato in posizione centrale.
L'edificio nel corso dei secoli ha subito diversi rimaneggiamenti, che ne hanno alterato notevolmente la struttura originaria, l'ultimo dei quali risalente al 1943, eseguito dall'ingegnere Luigi Angelini.
Un piccolo campanile a pianta quadrata, ristrutturato in modo significativo nel 1578, è appoggiato alla cappella centrale e custodisce un'antica campana in Lab3 Cal. fusa da Pruneri nel 1850 con ceppo e incastellatura in legno.
Tra il 2010 e il 2011 al Santuario sono stati eseguiti lavori di manutenzione straordinaria che prevedevano il rifacimento del tetto e degli stucchi interni della chiesa.
Adiacenti al santuario vi sono due strutture, gestite dalla parrocchia di San Leone Papa, e adibite a ostelli. Le due strutture contano rispettivamente di 22 posti letto, divisi in tre stanze e 20 posti letto in un'unica camera, affittabili per una notte.

## Accessi
La chiesa non è servita da strade carrozzabili, ed è possibile accedervi soltanto tramite sentieri.
Il principale è quello indicato con segnavia del C.A.I. numero 509, il quale collega da est ad ovest Casale ed il santuario della Forcella, posto a monte di Pradalunga, località rispetto alle quali la chiesa di santa Maria Assunta si trova praticamente a metà.
Da Casale la traccia, conosciuta anche come “sentiero del castagno”, è carrozzabile fino alla località Pozza di Misma, dove convergono numerosi sentieri che salgono sia da Abbazia che dai paesi della valle Cavallina, tra cui Luzzana (mediante il sentiero 611 che risale la valle dell’Acqua), Trescore (dalle località Redona e Vallesse mediante le tracce 607/608) e Sant'Ambrogio di Cenate. 
Dal santuario della Forcella di Pradalunga la traccia si sviluppa in modo regolare, con dislivello limitato ed interamente nel bosco. Nei pressi della località Corne rosse (dove sul sentiero è presente un’imponente frana di sassi avvenuta nel 1992) si congiunge un altro sentiero che proviene dalla località Pradale, a monte di Cornale, nei pressi della Riserva naturale di Valpredina.
Vi è infine il sentiero 608, utilizzato dagli abitati di Cenate Sopra che interseca il 509 proprio presso la chiesa